# نیدرموهر
نیدرموهر (به آلمانی: Niedermohr) یک شهر در آلمان است که در کایزرسلاوترن واقع شده‌است. نیدرموهر ۱٬۵۱۰ نفر جمعیت دارد.